# Internukleäre Ophthalmoplegie
Die Internukleäre Ophthalmoplegie (INO) gehört zu den pränukleären Lähmungserscheinungen der Augenbewegungen und unterscheidet sich deshalb von einer Blicklähmung als Störung innerhalb der supranukleären Zentren. Sie tritt bei Schädigung des Fasciculus longitudinalis medialis (MLF) im Mittelhirn ein, der das Zusammenspiel der verschiedenen, die Augenmuskeln steuernden Hirnnervenkerne (Nervus oculomotorius, Nervus trochlearis, Nervus abducens) koordiniert. Da der Fasciculus longitudinalis medialis mittelliniennah gelegen ist, tritt die INO oft auch beidseitig auf. Die INO betrifft vor allem die internukleären Neuronen des gegenseitigen Abduzenskerns, welche im geschädigten Fasciculus longitudinalis medialis zum gleichseitigen (ipsilateralen) Kern des Nervus oculomotorius ziehen, um beim Blick zur gesunden Seite hin die Adduktion des Auges auf der Seite der Schädigung mit der gleichzeitigen Abduktion des anderen (kontralateralen) Auges zu koordinieren.
Die korrelierende Blickstörung ist eine partielle bis vollständige Unfähigkeit, auf der Seite der Läsion beim Blick zur Gegenseite das Auge in Richtung Nase zu bewegen (Adduktionsschwäche). Das andere Auge vollführt bei der entsprechenden Blickbewegung eine schnelle Pendelbewegung, dissoziierter Blickrichtungsnystagmus genannt (siehe Nystagmus). Bei der Konvergenzreaktion ist das gelähmte Auge hingegen in der Lage, zu adduzieren. Dies ist deshalb so, weil die Koordination der Konvergenzreaktion nicht über den Fasciculus longitudinalis medialis gesteuert wird. Bei einer doppelseitigen INO sind nicht nur horizontale, sondern auch vertikale Bewegungen in geringerem Umfang gestört (verkürzte Blicksakkaden).
Ursache für eine isolierte Internukleäre Ophthalmoplegie können die Multiple Sklerose, aber auch Gehirnentzündungen, Tumoren oder kleine (lakunäre) Mittelhirn-Infarkte beziehungsweise Hirnblutungen sein.
Die Kombination mit einer horizontalen Blickparese zur Seite der INO wird Eineinhalb-Syndrom genannt.  Es handelt sich um eine einseitige Läsion im Bereich der PPRF, d. h. paramediane pontine retikuläre Formation oder Formatio reticularis pontis paramediana (= horizontale Blickparese) und im Bereich des ipsilateralen Fasciculus longitudinalis medialis (= INO). Ein Auge ist horizontal unbeweglich (außer Konvergenz, s. o.), das andere Auge kann noch abduziert werden.